# 布莱恩·斯帕鲁
布莱恩·斯帕鲁（Brian Sparrow，1962年6月24日—），是一名已经退役的英格兰职业足球运动员，司职后卫。退役后他成为一名教练，曾经担任中国足球乙级联赛球队深圳名博的主教练。

## 职业生涯
斯帕鲁在阿森纳开始职业足球生涯， 期间曾经租借到温布尔顿、米尔沃尔和吉林汉姆等球队锻炼。  1984年，他转会加盟水晶宫， 三个赛季后前往非职业联赛球队恩菲尔德。
退役后，斯帕鲁曾经担任布伦特福德和水晶宫的足球教练。 2012年2月26日，他成为当天成立的中国足球乙级联赛球队深圳名博的主教练。 2012年7月，在俱乐部主席余怀英退出后，斯帕鲁也离开了球队。